# Bauer Media Group
Heinrich Bauer Publishing (germană Heinrich Bauer Verlag KG), făcând afaceri ca Bauer Media Group, este un conglomerat multimedia german cu sediul în Hamburg. Funcționează în toată lumea și deține peste 600 de reviste, peste 400 de produse digitale și 50 de stații radio și TV, precum și tipografii, servicii poștale, de distribuție și marketing. Bauer are o forță de muncă de aproximativ 11,000 în 17 țări.
Bauer Verlagsgruppe a fost administrată de cinci generații a familiei Bauer. În noiembrie 2010, fiica lui Heinz Heinrich, Yvonne Bauer, a devenit CEO și proprietară a 85% al Bauer Media Group după ce s-a alăturat afacerii de familie în 2005.
În februarie 2021, Bauer Media Group a anunțat achiziția Communicorp Group al Irlandei, sub rezerva aprobării de reglementare. Achiziția a fost completată la 1 iunie 2021.